# Тортола

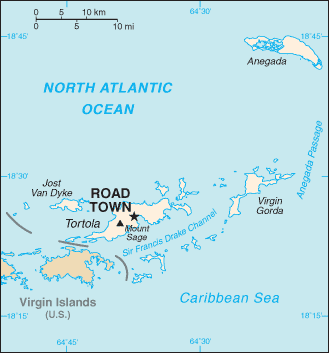
Тортола — найбільших острів Британських Віргінських Островів

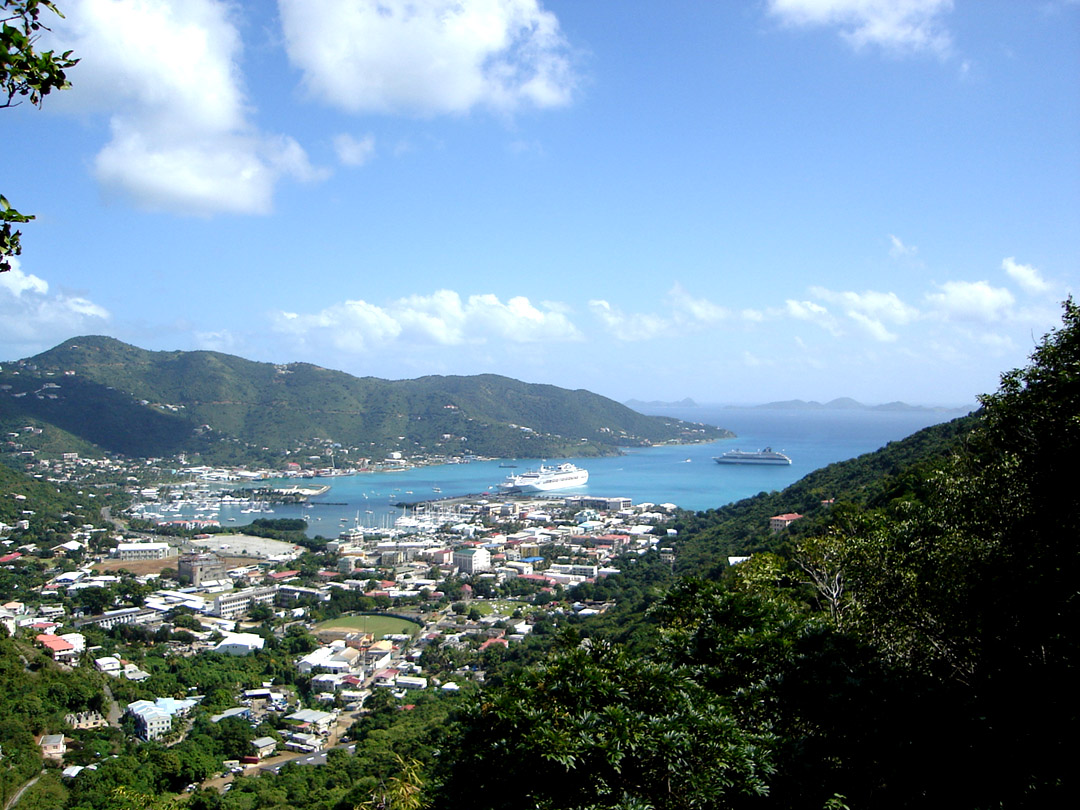
Род-Таун

Тортола (англ. Tortola) — найбільший та найгустонаселеніший поміж Британських Віргінських Островів.

## Географія
Тортола — гористий острів, 19 км у довжину та 5 км у ширину, загальною площею 55,7 км². Найвища точка острова — гора Сіедж (520 м). Тортола пролягає біля сейсмічного розламу, тому на острові часто трапляються невеликі землетруси.

## Демографія
Населення острова становить за даними перепису 2005 року 23 908 чоловік. Головний населений пункт острова — місто Род-Таун, столиця Британських Віргінських островів.

## Економіка
Основний дохід острів отримує від надання фінансових послуг. Широко відомий Закон про міжнародні комерційні компанії (International Business Companies Act), ухвалений на початку 1980-х років, яких викликав різке зростання фіскальних доходів країни. На острові зареєстровано велику кількість міжнародних компаній, які ведуть діяльність у всіх частинах світу.
Попри те, що острови знаходяться у володінні Великої Британії, офіційною валютою є долар США.

## Транспорт
На острів Тортола можна попасти двома способами: повітряним (аеропорт знаходиться на Біф-Айленд) та морським.
Острів відомий своїми пляжами з білого пуску, наприклад Кейн-Гарден-Бей (Cane Garden Bay).